# Шёппинген
Шёппинген (нем. Schöppingen) — община в Германии, в земле Северный Рейн-Вестфалия.
Подчиняется административному округу Мюнстер. Входит в состав района Боркен.  Население составляет 8398 человек (на 31 декабря 2010 года). Занимает площадь 86,77 км².
Коммуна подразделяется на 2 сельских округа.